# Santuari dels Tossals
El Santuari dels Tossals és una església abandonada del municipi de Capolat a la comarca del Berguedà inclosa en l'Inventari del Patrimoni Arquitectònic de Catalunya. Situat enmig de la vall de Capolat i el coll de Joanet, el santuari dels tossals ja existia al segle xiii. L'actual edifici, molt malmès, és una construcció del 1757. Fou bastit en un moment de gran floriment dels santuaris marians catalans.

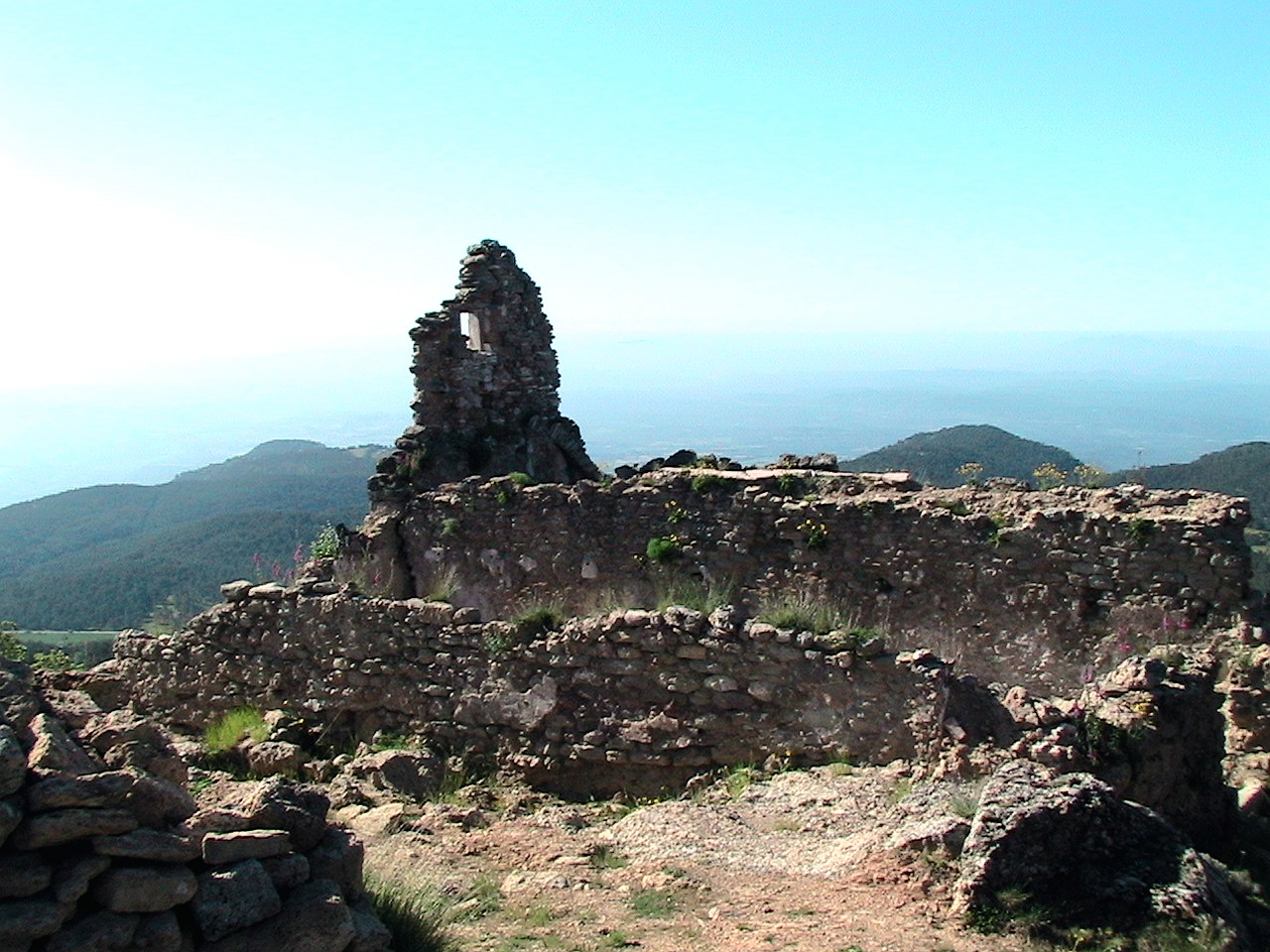
El Santuari en l'actualitat (2009)

## Descripció
El santuari i l'hostaleria dels Tossals és avui dia un edifici totalment abandonat, amb les cobertes enfonsades. Tan sols en queden restes dels murs i les encavallades de fusta, molt malmeses. El parament és de pedres de diverses dimensions, sense treballar, unides amb molt de morter. Interiorment els murs estaven arrebossats, avui, però, ha caigut parcialment. Algunes de les parets arriben fins a una alçada força considerable, pràcticament fins al sostre.
En origen hi havia una talla de la mare de déu, estilísticament de transició entre el romànic i el gòtic. La Mare de Déu dels Tossals, talla protogòtica dels segles XII-XIV, es conserva actualment a l'església de Sant Martí de Capolat.